# Laufnitzdorf
Laufnitzdorf ist eine Ortschaft auf dem Gebiet der gleichnamigen Katastralgemeinde in der Stadtgemeinde Frohnleiten im österreichischen Bundesland Steiermark. Laufnitzdorf zählt 309 Bewohner (Stand 1. Jänner 2024) auf einer Fläche von 806,61 ha (Stand 31. Dezember 2023). Der Laufnitzbach fließt durch das Dorf.
In der Ortschaft hat die Craftbierbrauerei „Flecks Bier“ ihren Stammsitz.
Laufnitzdorf ist an die Brucker Schnellstraße S35 mit der Halbanschlussstelle „Laufnitzdorf“ angeschlossen. Durch das Ortsgebiet verläuft die Landesstraße L121. Laufnitzdorf ist vier Kilometer vom Ortszentrum Frohnleitens entfernt.

Das Murkraftwerk Laufnitzdorf liegt in der Katastralgemeinde, nützt als Laufkraftwerk das Gefälle der Mur und ging 1931 in Betrieb. Als dafür erstmals in der Steiermark eine Kaplanturbine eingebaut wurde, war der Erfinder Viktor Kaplan anwesend. 
Mit Stand Juni 2021 ist vom Betreiber Verbund AG geplant, das Kraftwerk umfassend zu modernisieren. Mit 50 Mio. Euro Investitionskosten sollen die Turbinen und Generatoren erneuert und die Leistung des Kraftwerks um ein Drittel von 18 auf 24 MW erhöht werden.

## Bevölkerung
Die Tabelle zeigt die Bevölkerungsveränderung der Ortschaft Laufnitzdorf.
| Ortschaft    | 15.05.2001 | 31.10.2011 | 01.01.2015 |
| ------------ | ---------- | ---------- | ---------- |
| Laufnitzdorf | 320        | 316        | 323        |

## Persönlichkeiten
- Peter Gottlieb (* 1940), Gewerkschafter und Politiker